# Mẫu Anh
Bài này nói về đơn vị đo diện tích mẫu của Anh. Xem các nghĩa khác của mẫu tại mẫu.
Một mẫu Anh tức acre hay đôi khi gọi tắt là mẫu (một số người gọi là mẫu vuông) là một đơn vị đo diện tích trong hệ đo lường Anh và hệ đo lường Mỹ. Acre thường được dùng để đo diện tích đất đai tại các nước Anh, Mỹ, Canada.

## Hệ đo lường Anh
Theo The Units of Measurement Regulations 1995, đơn vị đo này được định nghĩa là 4.046,8564224 m² = 0.40468564224 hectar

## Hệ đo lường Mỹ
Theo NIST Handbook 44 Lưu trữ ngày 4 tháng 12 năm 2004 tại Wayback Machine, đơn vị này bằng 43.560 foot vuông.
Tuy nhiên có hai định nghĩa của foot.
- Theo foot quốc tế (0.3048 m), mẫu quốc tế bằng 4.046,8564224 m².
- Theo foot điều tra (1200/3937 m), mẫu điều tra bằng 4.046,872614 m².